# Liste der Autorenbeteiligungen und Produktionen von G. G. Anderson
Dies ist eine Übersicht über die Autorenbeteiligungen und Musikproduktionen des deutschen Musikers G. G. Anderson und seiner Pseudonyme wie Gerry Grab, Dietrich Grabowski und Steve Pool. Zu berücksichtigen ist, dass Hitmedleys, Remixe, Liveaufnahmen oder Neuaufnahmen des gleichen Interpreten nicht aufgeführt werden. Ebenso werden aus Gründen der besseren Übersicht lediglich nennenswerte Coverversionen aufgeführt. Tätigkeiten als Komponist und/oder Liedtexter sind in der folgenden Tabelle unter der Spalte „Autor“ zusammengefasst worden. Für eine Übersicht aller Charterfolge siehe G. G. Anderson/Diskografie.

## #
| Jahr | Titel                | Interpret         | Autor                       | Produzent                   |
| ---- | -------------------- | ----------------- | --------------------------- | --------------------------- |
| 2005 | 3 Latte Macchiato    | G. G. Anderson    | Grünes Häkchensymbol für ja |                             |
| 2011 | 5 Sterne             | G. G. Anderson    | Grünes Häkchensymbol für ja |                             |
| 1998 | 9½ Minuten wegen Dir | Brunner & Brunner | Grünes Häkchensymbol für ja |                             |
| 1990 | 99x verliebt         | Klaus Densow      | Grünes Häkchensymbol für ja | Grünes Häkchensymbol für ja |

## A
| Jahr | Titel                                          | Interpret                                        | Autor                       | Produzent                   |
| ---- | ---------------------------------------------- | ------------------------------------------------ | --------------------------- | --------------------------- |
| 1995 | Aber nicht mit meiner Frau                     | Willi Seitz und seine Freunde                    | Grünes Häkchensymbol für ja | Grünes Häkchensymbol für ja |
| 1991 | Ach, ist das schön                             | Wildecker Herzbuben                              | Grünes Häkchensymbol für ja | Grünes Häkchensymbol für ja |
| 2006 | Adiole My Love                                 | G. G. Anderson                                   | Grünes Häkchensymbol für ja |                             |
| 2005 | Adios Einsamkeit                               | G. G. Anderson                                   | Grünes Häkchensymbol für ja |                             |
| 1983 | Adios Mamá Maria                               | Vincente                                         |                             | Grünes Häkchensymbol für ja |
| 1980 | African Baby                                   | G. G. Anderson                                   | Grünes Häkchensymbol für ja |                             |
| 1996 | All Over the World                             | Tony Christie                                    | Grünes Häkchensymbol für ja | Grünes Häkchensymbol für ja |
| 1980 | Allah Inch’ Allah                              | 2 plus 1                                         | Grünes Häkchensymbol für ja |                             |
| 2009 | Alle Liebe dieser Welt                         | G. G. Anderson                                   | Grünes Häkchensymbol für ja |                             |
| 1998 | Alle Tage wieder                               | G. G. Anderson                                   | Grünes Häkchensymbol für ja | Grünes Häkchensymbol für ja |
| 1998 | Alles Banane                                   | G. G. Anderson                                   | Grünes Häkchensymbol für ja | Grünes Häkchensymbol für ja |
| 2005 | Alles la paloma                                | Die Flippers                                     | Grünes Häkchensymbol für ja |                             |
| 2003 | Alles was Du willst                            | G. G. Anderson                                   | Grünes Häkchensymbol für ja |                             |
| 2013 | Alles was Du willst (… mein süßer Engel)       | G. G. Anderson                                   | Grünes Häkchensymbol für ja |                             |
| 1998 | Alles weil ich Dich liebe                      | G. G. Anderson                                   | Grünes Häkchensymbol für ja | Grünes Häkchensymbol für ja |
| 1990 | Aloa-He                                        | G. G. Anderson                                   | Grünes Häkchensymbol für ja | Grünes Häkchensymbol für ja |
| 1980 | Always and Ever                                | G. G. Anderson                                   | Grünes Häkchensymbol für ja |                             |
| 1980 | Always and Ever                                | Bernhard Brink (Liedtitel: Wenn and’re schlafen) | Grünes Häkchensymbol für ja |                             |
| 1990 | Am Ende bleiben Tränen                         | Klaus Densow                                     |                             | Grünes Häkchensymbol für ja |
| 1985 | Am Morgen sterben die Träume                   | G. G. Anderson                                   | Grünes Häkchensymbol für ja |                             |
| 1989 | Am Strand von Malaga                           | G. G. Anderson                                   |                             | Grünes Häkchensymbol für ja |
| 1984 | Am weißen Strand von San Angelo                | G. G. Anderson                                   | Grünes Häkchensymbol für ja |                             |
| 1989 | Amigo                                          | G. G. Anderson                                   |                             | Grünes Häkchensymbol für ja |
| 1984 | Angel Blue                                     | G. G. Anderson                                   | Grünes Häkchensymbol für ja |                             |
| 1988 | Angelina                                       | G. G. Anderson                                   | Grünes Häkchensymbol für ja |                             |
| 1985 | Attenzione! Go Go Radio                        | Bernie Paul                                      | Grünes Häkchensymbol für ja |                             |
| 2004 | Auch du bist nicht allein                      | G. G. Anderson                                   | Grünes Häkchensymbol für ja |                             |
| 1995 | Auf der Alm                                    | Wild Corner Heartboys                            | Grünes Häkchensymbol für ja | Grünes Häkchensymbol für ja |
| 1991 | Auf der Erde …                                 | Jacqueline                                       | Grünes Häkchensymbol für ja | Grünes Häkchensymbol für ja |
| 1990 | Auf einer Wolke …                              | G. G. Anderson                                   | Grünes Häkchensymbol für ja | Grünes Häkchensymbol für ja |
| 2006 | Auf Gran Canaria blühn für uns noch rote Rosen | G. G. Anderson                                   | Grünes Häkchensymbol für ja |                             |
| 1999 | Auf Mallorca bei Nacht                         | G. G. Anderson                                   | Grünes Häkchensymbol für ja | Grünes Häkchensymbol für ja |
| 1995 | Auf Wiedersehn                                 | Willi Seitz und seine Freunde                    |                             | Grünes Häkchensymbol für ja |
| 1989 | Avignon                                        | David Hasselhoff                                 | Grünes Häkchensymbol für ja |                             |

## B
| Jahr | Titel                                | Interpret                     | Autor                       | Produzent                   |
| ---- | ------------------------------------ | ----------------------------- | --------------------------- | --------------------------- |
| 2011 | Barbara                              | G. G. Anderson                | Grünes Häkchensymbol für ja |                             |
| 2011 | Batida de coco                       | G. G. Anderson                | Grünes Häkchensymbol für ja |                             |
| 1981 | Bel ami                              | Michael & Jill                | Grünes Häkchensymbol für ja | Grünes Häkchensymbol für ja |
| 1997 | Bella africana                       | Gino Politi                   | Grünes Häkchensymbol für ja |                             |
| 2010 | Besser geht nicht                    | G. G. Anderson                | Grünes Häkchensymbol für ja |                             |
| 1981 | Big Spender                          | G. G. Anderson                | Grünes Häkchensymbol für ja |                             |
| 1982 | Bilder können nicht reden            | Bernd Clüver                  | Grünes Häkchensymbol für ja |                             |
| 2007 | Bitte küss doch nicht den Schneemann | G. G. Anderson                | Grünes Häkchensymbol für ja |                             |
| 1995 | Bitte lächeln                        | Willi Seitz und seine Freunde | Grünes Häkchensymbol für ja | Grünes Häkchensymbol für ja |
| 1980 | Black House No. 40                   | Asha                          | Grünes Häkchensymbol für ja |                             |
| 2010 | Bleib heute Nacht                    | G. G. Anderson                | Grünes Häkchensymbol für ja |                             |
| 1996 | Bleib’ noch diese eine Nacht         | Jürgen Drews                  | Grünes Häkchensymbol für ja |                             |
| 1988 | Blonder Engel gesucht                | G. G. Anderson                | Grünes Häkchensymbol für ja |                             |
| 1984 | Blue Monday                          | G. G. Anderson                | Grünes Häkchensymbol für ja |                             |
| 1984 | Blue Monday                          | Cartoon feat. G. G. Anderson  | Grünes Häkchensymbol für ja | Grünes Häkchensymbol für ja |
| 2013 | Blühendes Leben                      | G. G. Anderson                | Grünes Häkchensymbol für ja |                             |
| 2001 | Blumen, die im Schatten blüh’n       | Kastelruther Spatzen          | Grünes Häkchensymbol für ja |                             |
| 2002 | Blumen, die im Schatten blüh’n       | G. G. Anderson                | Grünes Häkchensymbol für ja | Grünes Häkchensymbol für ja |
| 2013 | Buenas noches                        | Peter Wackel                  | Grünes Häkchensymbol für ja |                             |
| 1985 | Bye-Bye Thommy                       | G. G. Anderson                | Grünes Häkchensymbol für ja |                             |

## C
| Jahr | Titel                     | Interpret                                            | Autor                       | Produzent                   |
| ---- | ------------------------- | ---------------------------------------------------- | --------------------------- | --------------------------- |
| 1979 | Calico Girl               | 2 plus 1                                             | Grünes Häkchensymbol für ja |                             |
| 2008 | Cappuccino und Himbeereis | Die Wörtherseer                                      | Grünes Häkchensymbol für ja |                             |
| 1989 | Capri-Fischer             | G. G. Anderson                                       |                             | Grünes Häkchensymbol für ja |
| 1978 | Carrie Ann                | Tony Bell                                            | Grünes Häkchensymbol für ja |                             |
| 1981 | Cheerio                   | G. G. Anderson                                       | Grünes Häkchensymbol für ja |                             |
| 2001 | Cheerio                   | DJ Ötzi (Liedtitel: Cheerio (Tiroler Are True))      | Grünes Häkchensymbol für ja |                             |
| 1984 | Chinatown ist in New York | Andrea Jürgens                                       | Grünes Häkchensymbol für ja |                             |
| 1984 | Chinatown ist in New York | Audrey Landers (Liedtitel: Chinatown Is in New York) | Grünes Häkchensymbol für ja |                             |
| 1981 | Christmas at Sea          | Goombay Dance Band                                   | Grünes Häkchensymbol für ja |                             |
| 2005 | Ciao bella                | G. G. Anderson                                       | Grünes Häkchensymbol für ja |                             |
| 1989 | Cindy, Oh Cindy           | G. G. Anderson                                       |                             | Grünes Häkchensymbol für ja |

## D
| Jahr | Titel                                                   | Interpret                     | Autor                       | Produzent                   |
| ---- | ------------------------------------------------------- | ----------------------------- | --------------------------- | --------------------------- |
| 2015 | Da bin ich zu Haus                                      | G. G. Anderson                | Grünes Häkchensymbol für ja |                             |
| 2001 | Da schlägt der Blitz in mein Herz ein                   | G. G. Anderson                | Grünes Häkchensymbol für ja | Grünes Häkchensymbol für ja |
| 2002 | Dafür leb ich (ein Wahnsinn)                            | G. G. Anderson                | Grünes Häkchensymbol für ja | Grünes Häkchensymbol für ja |
| 1987 | Danger Danger                                           | Silent Circle                 | Grünes Häkchensymbol für ja |                             |
| 1990 | Dann schmeckt die Maß doppelt so gut                    | Wildecker Herzbuben           |                             | Grünes Häkchensymbol für ja |
| 1990 | Dann träum’ ich mir die Sorgen weg                      | Wildecker Herzbuben           |                             | Grünes Häkchensymbol für ja |
| 2000 | Dann träumen wir uns eine Insel                         | G. G. Anderson                | Grünes Häkchensymbol für ja |                             |
| 2001 | Dann tu es                                              | G. G. Anderson                | Grünes Häkchensymbol für ja | Grünes Häkchensymbol für ja |
| 1990 | Daran könnt’ ich mich gewöhnen                          | G. G. Anderson                | Grünes Häkchensymbol für ja |                             |
| 2011 | Darling Yesterday                                       | G. G. Anderson                | Grünes Häkchensymbol für ja |                             |
| 1993 | Das alte Karussell                                      | Wildecker Herzbuben           | Grünes Häkchensymbol für ja |                             |
| 1995 | Das kleine Geheimnis                                    | Willi Seitz und seine Freunde | Grünes Häkchensymbol für ja | Grünes Häkchensymbol für ja |
| 1992 | Das kleine Haus am weißen Strand                        | G. G. Anderson                | Grünes Häkchensymbol für ja | Grünes Häkchensymbol für ja |
| 1991 | Das kleine Herzerl dort in der Linde                    | Wildecker Herzbuben           | Grünes Häkchensymbol für ja |                             |
| 1992 | Das kleine Herzerl dort in der Linde                    | G. G. Anderson                | Grünes Häkchensymbol für ja |                             |
| 2006 | Das Taxi Nr. 4                                          | G. G. Anderson                | Grünes Häkchensymbol für ja |                             |
| 1992 | Das tut gut                                             | Wildecker Herzbuben           | Grünes Häkchensymbol für ja | Grünes Häkchensymbol für ja |
| 2013 | Dein Lächeln                                            | G. G. Anderson                | Grünes Häkchensymbol für ja |                             |
| 1999 | Deine Liebe ist wie der Wind                            | G. G. Anderson                | Grünes Häkchensymbol für ja | Grünes Häkchensymbol für ja |
| 2010 | Deine Wunden heilt die Zeit                             | G. G. Anderson                | Grünes Häkchensymbol für ja |                             |
| 1984 | Denn die Welt kann sich nicht wehren                    | G. G. Anderson                | Grünes Häkchensymbol für ja |                             |
| 1990 | Der Himmel schweigt                                     | Juliane Werding               | Grünes Häkchensymbol für ja |                             |
| 200  | Der liebe Gott sieht alles                              | Klostertaler                  | Grünes Häkchensymbol für ja |                             |
| 1987 | Der Mississippi ruft nach mir                           | G. G. Anderson                | Grünes Häkchensymbol für ja |                             |
| 1985 | Der Regen fällt                                         | G. G. Anderson                | Grünes Häkchensymbol für ja |                             |
| 1986 | Der Ruf der Südseemelodie                               | G. G. Anderson                | Grünes Häkchensymbol für ja | Grünes Häkchensymbol für ja |
| 1992 | Der Schürzenjäger                                       | Wildecker Herzbuben           | Grünes Häkchensymbol für ja | Grünes Häkchensymbol für ja |
| 2003 | Der Sheriff auf Skiern ist da                           | Die Zillertaler               | Grünes Häkchensymbol für ja |                             |
| 1988 | Der siebte Tag                                          | G. G. Anderson                | Grünes Häkchensymbol für ja |                             |
| 1993 | Der Sommer in Athen                                     | Karel Gott                    | Grünes Häkchensymbol für ja | Grünes Häkchensymbol für ja |
| 1998 | Der Sommer ist vorbei                                   | G. G. Anderson                | Grünes Häkchensymbol für ja | Grünes Häkchensymbol für ja |
| 1986 | Der Tag, an dem die Liebe und die Zärtlichkeit entstand | G. G. Anderson                |                             | Grünes Häkchensymbol für ja |
| 2001 | Die erste Nacht mit dir                                 | G. G. Anderson                | Grünes Häkchensymbol für ja | Grünes Häkchensymbol für ja |
| 2007 | Die erste Schneeballschlacht                            | G. G. Anderson                | Grünes Häkchensymbol für ja |                             |
| 1988 | Die Insel der Verlorenen                                | G. G. Anderson                | Grünes Häkchensymbol für ja |                             |
| 1999 | Die längste Single der Welt – Teil 2                    | Wolfgang Petry                | Grünes Häkchensymbol für ja |                             |
| 1989 | Die Liebe ist ein seltsames Spiel                       | G. G. Anderson                |                             | Grünes Häkchensymbol für ja |
| 2010 | Die Liebe ist wie ein Heißluftballon                    | G. G. Anderson                | Grünes Häkchensymbol für ja |                             |
| 2000 | Die Liebe, die durchs Feuer geht                        | G. G. Anderson                | Grünes Häkchensymbol für ja |                             |
| 1992 | Die Sonne ist für alle da                               | Wildecker Herzbuben           | Grünes Häkchensymbol für ja |                             |
| 1986 | Die Sonne von St. Helena                                | G. G. Anderson                | Grünes Häkchensymbol für ja | Grünes Häkchensymbol für ja |
| 2014 | Die Sterne von Rom                                      | G. G. Anderson                | Grünes Häkchensymbol für ja |                             |
| 2007 | Die Stunden der Tränen                                  | Die Amigos                    | Grünes Häkchensymbol für ja |                             |
| 1993 | Die Wirtin von der Alm                                  | Wildecker Herzbuben           | Grünes Häkchensymbol für ja |                             |
| 2002 | Diese Nacht darf niemals enden                          | G. G. Anderson                | Grünes Häkchensymbol für ja | Grünes Häkchensymbol für ja |
| 1993 | Diese Nacht ist wie ein Märchen                         | Karel Gott                    | Grünes Häkchensymbol für ja | Grünes Häkchensymbol für ja |
| 2009 | Diese Nacht wird schön                                  | Die Amigos                    | Grünes Häkchensymbol für ja |                             |
| 1998 | Dieses Gefühl in mir                                    | Brunner & Brunner             | Grünes Häkchensymbol für ja |                             |
| 2011 | Dieses Glücksgefühl                                     | G. G. Anderson                | Grünes Häkchensymbol für ja |                             |
| 1984 | Dir fehlt Liebe                                         | Rex Gildo                     |                             | Grünes Häkchensymbol für ja |
| 1986 | Dreams                                                  | Silent Circle                 | Grünes Häkchensymbol für ja |                             |
| 2003 | Du – ich liebe Dich                                     | G. G. Anderson                | Grünes Häkchensymbol für ja |                             |
| 2005 | Du bist da (sha na na)                                  | G. G. Anderson                | Grünes Häkchensymbol für ja |                             |
| 2011 | Du bist das Licht                                       | G. G. Anderson                | Grünes Häkchensymbol für ja |                             |
| 2000 | Du bist die Frau, die ich liebe                         | G. G. Anderson                | Grünes Häkchensymbol für ja |                             |
| 2007 | Du bist die Sonne                                       | G. G. Anderson                | Grünes Häkchensymbol für ja |                             |
| 1990 | Du bist ein Sonntagskind                                | G. G. Anderson                | Grünes Häkchensymbol für ja | Grünes Häkchensymbol für ja |
| 1990 | Du bist mein Leben                                      | Klaus Densow                  | Grünes Häkchensymbol für ja | Grünes Häkchensymbol für ja |
| 2007 | Du bist mein Weihnachtsstern                            | G. G. Anderson                | Grünes Häkchensymbol für ja |                             |
| 2013 | Du bist nichts für schwache Nerven                      | G. G. Anderson                | Grünes Häkchensymbol für ja |                             |
| 2004 | Du hast gesagt es ist zu Ende                           | G. G. Anderson                | Grünes Häkchensymbol für ja |                             |
| 2003 | Du kommst bald wieder                                   | Vivian Lindt                  | Grünes Häkchensymbol für ja |                             |
| 1982 | Du natürlich                                            | Bernhard Brink                | Grünes Häkchensymbol für ja |                             |
| 2006 | Du schöne Madonna                                       | Semino Rossi                  | Grünes Häkchensymbol für ja |                             |
| 2005 | Du schwebst hier wie ein Engel rein                     | G. G. Anderson                | Grünes Häkchensymbol für ja |                             |
| 1983 | Du wirst weinen                                         | Roland Kaiser                 | Grünes Häkchensymbol für ja |                             |
| 2002 | Du, für immer du                                        | Francine Jordi                | Grünes Häkchensymbol für ja |                             |
| 1987 | Du, wenn die Zärtlichkeit fehlt                         | G. G. Anderson                | Grünes Häkchensymbol für ja |                             |
| 1995 | Durch & durch                                           | Jürgen Drews feat. Silke      | Grünes Häkchensymbol für ja |                             |

## E
| Jahr | Titel                                 | Interpret                     | Autor                       | Produzent                   |
| ---- | ------------------------------------- | ----------------------------- | --------------------------- | --------------------------- |
| 2013 | Egoist                                | Roland Kaiser                 | Grünes Häkchensymbol für ja |                             |
| 1984 | Ein Drachen steigt                    | G. G. Anderson                | Grünes Häkchensymbol für ja |                             |
| 1999 | Ein neuer Stern am Himmel             | G. G. Anderson                | Grünes Häkchensymbol für ja | Grünes Häkchensymbol für ja |
| 1985 | Ein neues Spiel, ein neues Glück      | Roland Kaiser                 | Grünes Häkchensymbol für ja |                             |
| 1988 | Ein Ticket für zwei                   | G. G. Anderson                | Grünes Häkchensymbol für ja |                             |
| 2011 | Eine Insel für uns beide              | G. G. Anderson                | Grünes Häkchensymbol für ja |                             |
| 1995 | Eine kleine Freude                    | Willi Seitz und seine Freunde | Grünes Häkchensymbol für ja | Grünes Häkchensymbol für ja |
| 2010 | Eine Nacht                            | G. G. Anderson                | Grünes Häkchensymbol für ja |                             |
| 1999 | Eine Nacht, die nie vergeht           | G. G. Anderson                | Grünes Häkchensymbol für ja | Grünes Häkchensymbol für ja |
| 2007 | Eine Schlittenfahrt ist lustig        | G. G. Anderson                | Grünes Häkchensymbol für ja |                             |
| 2011 | Eine schöne Zeit                      | G. G. Anderson                | Grünes Häkchensymbol für ja |                             |
| 2005 | Eine Stunde dein Mann zu sein         | G. G. Anderson                | Grünes Häkchensymbol für ja |                             |
| 1991 | Einmal am Tag musst du feiern         | Wildecker Herzbuben           |                             | Grünes Häkchensymbol für ja |
| 2004 | Einmal hüh - einmal hott              | G. G. Anderson                | Grünes Häkchensymbol für ja |                             |
| 2007 | Einmal im Leben                       | G. G. Anderson                | Grünes Häkchensymbol für ja |                             |
| 1993 | Eisenbahn                             | Wildecker Herzbuben           | Grünes Häkchensymbol für ja |                             |
| 2004 | Endlich wieder Rosenzeit              | G. G. Anderson                | Grünes Häkchensymbol für ja |                             |
| 2007 | Endlich Zeit                          | G. G. Anderson                | Grünes Häkchensymbol für ja |                             |
| 1990 | Engel von Valparaiso                  | G. G. Anderson                | Grünes Häkchensymbol für ja | Grünes Häkchensymbol für ja |
| 1997 | Es haut mich um, wenn Du lachst       | Brunner & Brunner             | Grünes Häkchensymbol für ja |                             |
| 2004 | Es ist nicht das letzte Mal           | G. G. Anderson                | Grünes Häkchensymbol für ja |                             |
| 2000 | Es ist wieder Sommer                  | G. G. Anderson                | Grünes Häkchensymbol für ja |                             |
| 2006 | Es war der größte Casanova            | Die Flippers                  | Grünes Häkchensymbol für ja |                             |
| 2001 | Es weinen die Götter von Griechenland | G. G. Anderson                | Grünes Häkchensymbol für ja | Grünes Häkchensymbol für ja |
| 1987 | Evangelina                            | Solid Heart                   | Grünes Häkchensymbol für ja |                             |
| 1986 | Ewige Nacht                           | Mireille Mathieu              | Grünes Häkchensymbol für ja |                             |

## F
| Jahr | Titel                                       | Interpret      | Autor                       | Produzent                   |
| ---- | ------------------------------------------- | -------------- | --------------------------- | --------------------------- |
| 1983 | Farewell (Jeder Sommer geht einmal zu Ende) | Lena Valaitis  | Grünes Häkchensymbol für ja |                             |
| 1984 | Farewell (Jeder Sommer geht einmal zu Ende) | Audrey Landers | Grünes Häkchensymbol für ja |                             |
| 1988 | Flammen im Sturm                            | G. G. Anderson | Grünes Häkchensymbol für ja |                             |
| 1984 | Flieg’ mit mir zu den Sternen               | G. G. Anderson | Grünes Häkchensymbol für ja |                             |
| 1984 | Flieg’ mit mir zu den Sternen               | Roland Kaiser  | Grünes Häkchensymbol für ja |                             |
| 1986 | Frag nur den Sommerwind                     | G. G. Anderson | Grünes Häkchensymbol für ja | Grünes Häkchensymbol für ja |
| 1997 | Freunde, das Leben ist lebenswert           | Willi Seitz    | Grünes Häkchensymbol für ja | Grünes Häkchensymbol für ja |
| 1981 | From Your Eyes                              | Michael & Jill |                             | Grünes Häkchensymbol für ja |
| 2005 | Für dich ist mir kein Weg zu weit           | G. G. Anderson | Grünes Häkchensymbol für ja |                             |
| 2005 | Für dich steht immer meine Tür auf          | G. G. Anderson | Grünes Häkchensymbol für ja |                             |
| 2001 | Füreinander da zu sein                      | Judith und Mel | Grünes Häkchensymbol für ja |                             |

## G
| Jahr | Titel                                      | Interpret                     | Autor                       | Produzent                   |
| ---- | ------------------------------------------ | ----------------------------- | --------------------------- | --------------------------- |
| 2010 | Ga je mee                                  | Hanny-D                       | Grünes Häkchensymbol für ja |                             |
| 2003 | Gefühle sterben nie                        | G. G. Anderson                | Grünes Häkchensymbol für ja |                             |
| 1990 | Geh’ nicht mehr fort                       | Wildecker Herzbuben           |                             | Grünes Häkchensymbol für ja |
| 1998 | Geil, geil, geil (wir sind die Größten)    | Wolfgang Petry                | Grünes Häkchensymbol für ja |                             |
| 2010 | Gib deinen Traum niemals auf               | G. G. Anderson                | Grünes Häkchensymbol für ja |                             |
| 1997 | Gib mein Herz zurück                       | G. G. Anderson                | Grünes Häkchensymbol für ja | Grünes Häkchensymbol für ja |
| 1989 | Gitarren klingen leise durch die Nacht     | G. G. Anderson                |                             | Grünes Häkchensymbol für ja |
| 1985 | Give It Up                                 | Boney M.                      | Grünes Häkchensymbol für ja |                             |
| 1986 | Give Me Time                               | Silent Circle                 | Grünes Häkchensymbol für ja |                             |
| 1994 | Give Peace a Chance                        | Intermission feat. Lori Glori | Grünes Häkchensymbol für ja |                             |
| 1980 | Gloria                                     | G. G. Anderson                | Grünes Häkchensymbol für ja |                             |
| 1981 | Gloria                                     | Roland Kaiser                 | Grünes Häkchensymbol für ja |                             |
| 1989 | Good Bye My Love, Good Bye                 | G. G. Anderson                |                             | Grünes Häkchensymbol für ja |
| 2004 | Goodbye Maria                              | G. G. Anderson                | Grünes Häkchensymbol für ja |                             |
| 1991 | Guter Mond, mach Dein Licht noch nicht aus | Wildecker Herzbuben           | Grünes Häkchensymbol für ja |                             |

## H
| Jahr | Titel                                      | Interpret                                | Autor                       | Produzent                   |
| ---- | ------------------------------------------ | ---------------------------------------- | --------------------------- | --------------------------- |
| 1986 | Hallo du                                   | G. G. Anderson                           | Grünes Häkchensymbol für ja | Grünes Häkchensymbol für ja |
| 2007 | Hallo Morgensonnenschein                   | G. G. Anderson                           | Grünes Häkchensymbol für ja |                             |
| 1990 | Hallo, Frau Nachbarin                      | Wildecker Herzbuben                      | Grünes Häkchensymbol für ja | Grünes Häkchensymbol für ja |
| 1994 | Hand In Hand                               | Ophelia                                  | Grünes Häkchensymbol für ja |                             |
| 2007 | Hast du Lust                               | G. G. Anderson                           | Grünes Häkchensymbol für ja |                             |
| 1988 | Hättest du heut’ Zeit für mich             | G. G. Anderson                           | Grünes Häkchensymbol für ja |                             |
| 1985 | Heimweh nach deinem Zimmer                 | G. G. Anderson                           | Grünes Häkchensymbol für ja |                             |
| 1993 | Heißkalte Tränen                           | Karel Gott                               | Grünes Häkchensymbol für ja | Grünes Häkchensymbol für ja |
| 2003 | Hejo, du musst ein Engel sein              | Klostertaler                             | Grünes Häkchensymbol für ja |                             |
| 1977 | Hello Goodbye America                      | Gino                                     | Grünes Häkchensymbol für ja | Grünes Häkchensymbol für ja |
| 1989 | Hello Mary Lou                             | G. G. Anderson                           |                             | Grünes Häkchensymbol für ja |
| 2003 | Herz auf Rot                               | G. G. Anderson                           | Grünes Häkchensymbol für ja |                             |
| 1989 | Herzilein                                  | Wildecker Herzbuben                      |                             | Grünes Häkchensymbol für ja |
| 1990 | Herzilein                                  | Karl Dall                                |                             | Grünes Häkchensymbol für ja |
| 1995 | Herzilein                                  | Wild Corner Heartboys                    |                             | Grünes Häkchensymbol für ja |
| 1990 | Heut’ geht’s uns gut (so soll es bleiben)  | G. G. Anderson                           | Grünes Häkchensymbol für ja | Grünes Häkchensymbol für ja |
| 1992 | Heut’ ist der schönste Tag in meinem Leben | G. G. Anderson                           | Grünes Häkchensymbol für ja | Grünes Häkchensymbol für ja |
| 1990 | Heut’ wird es rote Rosen regnen            | Andrea Jürgens                           | Grünes Häkchensymbol für ja |                             |
| 1985 | Heute Nacht fällt ein Stern auf die Erde   | G. G. Anderson & Andrea Jürgens          | Grünes Häkchensymbol für ja |                             |
| 1994 | Heute und hier                             | Roland Kaiser                            | Grünes Häkchensymbol für ja |                             |
| 2000 | Hey du                                     | G. G. Anderson                           | Grünes Häkchensymbol für ja |                             |
| 2001 | Hey du da                                  | G. G. Anderson                           | Grünes Häkchensymbol für ja | Grünes Häkchensymbol für ja |
| 1999 | Hey Du, mich hat’s endlich erwischt        | G. G. Anderson                           | Grünes Häkchensymbol für ja | Grünes Häkchensymbol für ja |
| 1975 | Hey Jeanine                                | Alexander Marco                          | Grünes Häkchensymbol für ja |                             |
| 2007 | Heyo du musst ein Engel sein               | Klostertaler                             | Grünes Häkchensymbol für ja |                             |
| 1987 | Highway Driver                             | Silent Circle                            | Grünes Häkchensymbol für ja |                             |
| 1989 | Holi-Holiday                               | Klaus Densow                             | Grünes Häkchensymbol für ja | Grünes Häkchensymbol für ja |
| 1990 | Holi-Holiday                               | Luc Steeno (Liedtitel: Holiday)          | Grünes Häkchensymbol für ja |                             |
| 1992 | Holi-Holiday                               | Luc Steeno (Liedtitel: Yo de mannen, yo) | Grünes Häkchensymbol für ja |                             |
| 1978 | Hollywood                                  | Ruby                                     | Grünes Häkchensymbol für ja | Grünes Häkchensymbol für ja |
| 1992 | Hörst Du, Mama                             | Wildecker Herzbuben                      | Grünes Häkchensymbol für ja |                             |
| 1996 | How Much You Mean to Me                    | Tony Christie                            |                             | Grünes Häkchensymbol für ja |
| 1991 | Hurra, die Feuerwehr ist da                | Wildecker Herzbuben                      | Grünes Häkchensymbol für ja | Grünes Häkchensymbol für ja |
| 1992 | Husch, husch ins Körbchen                  | G. G. Anderson                           | Grünes Häkchensymbol für ja | Grünes Häkchensymbol für ja |

## I
| Jahr | Titel                                        | Interpret                                               | Autor                       | Produzent                   |
| ---- | -------------------------------------------- | ------------------------------------------------------- | --------------------------- | --------------------------- |
| 1981 | I Will Return                                | Goombay Dance Band                                      | Grünes Häkchensymbol für ja |                             |
| 1981 | I Will Return                                | Ireen Sheer (Liedtitel: Geh, wenn du willst)            | Grünes Häkchensymbol für ja |                             |
| 1995 | I Will Return                                | G. G. Anderson (Liedtitel: Geh, wenn du willst)         | Grünes Häkchensymbol für ja |                             |
| 1991 | Ich bin so treu wie Gold                     | G. G. Anderson                                          | Grünes Häkchensymbol für ja | Grünes Häkchensymbol für ja |
| 2010 | Ich bin stolz auf dich                       | Kastelruther Spatzen                                    | Grünes Häkchensymbol für ja |                             |
| 2008 | Ich bin verliebt in deine himmelblauen Augen | G. G. Anderson                                          | Grünes Häkchensymbol für ja |                             |
| 1993 | Ich bin verliebt in dich                     | G. G. Anderson                                          | Grünes Häkchensymbol für ja | Grünes Häkchensymbol für ja |
| 1999 | Ich bin verrückt nach Dir - amore mio        | G. G. Anderson                                          | Grünes Häkchensymbol für ja | Grünes Häkchensymbol für ja |
| 1995 | Ich brauch’ zum Glück nur etwas Glück        | Willi Seitz und seine Freunde                           | Grünes Häkchensymbol für ja | Grünes Häkchensymbol für ja |
| 2015 | Ich danke dem Himmel                         | G. G. Anderson                                          | Grünes Häkchensymbol für ja |                             |
| 1986 | Ich fang’ den Sommer für dich ein            | G. G. Anderson                                          | Grünes Häkchensymbol für ja |                             |
| 1989 | Ich fange deine Tränen mit meinem Herzen auf | Wildecker Herzbuben                                     |                             | Grünes Häkchensymbol für ja |
| 1993 | Ich freu mich auf das Leben mit Dir          | Karel Gott                                              | Grünes Häkchensymbol für ja | Grünes Häkchensymbol für ja |
| 2003 | Ich geh’ – mach’s gut                        | G. G. Anderson                                          | Grünes Häkchensymbol für ja |                             |
| 1986 | Ich glaube an die Zärtlichkeit               | G. G. Anderson                                          | Grünes Häkchensymbol für ja | Grünes Häkchensymbol für ja |
| 2003 | Ich hab’ immer nur Dich geliebt              | G. G. Anderson                                          | Grünes Häkchensymbol für ja |                             |
| 1999 | Ich hab’ mein Herz an Dich verschenkt        | G. G. Anderson                                          | Grünes Häkchensymbol für ja | Grünes Häkchensymbol für ja |
| 1982 | Ich hatte mal Freunde                        | Thomas Anders                                           |                             | Grünes Häkchensymbol für ja |
| 1992 | Ich kann Mädchen nicht weinen seh’n          | G. G. Anderson                                          | Grünes Häkchensymbol für ja | Grünes Häkchensymbol für ja |
| 1993 | Ich kann rote Rosen nicht mehr sehn          | Karel Gott                                              | Grünes Häkchensymbol für ja |                             |
| 1990 | Ich lieb’ dich immer noch                    | Wildecker Herzbuben                                     | Grünes Häkchensymbol für ja | Grünes Häkchensymbol für ja |
| 1995 | Ich lieb’ dich jeden Tag ein bisschen mehr   | G. G. Anderson                                          | Grünes Häkchensymbol für ja |                             |
| 1985 | Ich schau’ in Deine Augen                    | Mireille Mathieu                                        | Grünes Häkchensymbol für ja |                             |
| 2011 | Ich schenk’ dir meine schönsten Träume       | G. G. Anderson                                          | Grünes Häkchensymbol für ja |                             |
| 1988 | Ich schlafe nicht ein ganz allein            | G. G. Anderson                                          | Grünes Häkchensymbol für ja |                             |
| 2003 | Ich seh’ in deinen Augen                     | G. G. Anderson                                          | Grünes Häkchensymbol für ja |                             |
| 1995 | Ich tanz’ so gerne mit Dir                   | Willi Seitz und seine Freunde                           | Grünes Häkchensymbol für ja | Grünes Häkchensymbol für ja |
| 2012 | Ich trag dein Bild in meinem Herzen          | Kastelruther Spatzen                                    | Grünes Häkchensymbol für ja |                             |
| 1998 | Ich träume                                   | Brunner & Brunner                                       | Grünes Häkchensymbol für ja |                             |
| 1998 | Ich warte schon so lang auf Dich             | G. G. Anderson                                          | Grünes Häkchensymbol für ja | Grünes Häkchensymbol für ja |
| 2007 | Ich wein tausend Tränen um dich              | G. G. Anderson                                          | Grünes Häkchensymbol für ja |                             |
| 1998 | Ich weiss, ich lieb’ Dich                    | G. G. Anderson                                          | Grünes Häkchensymbol für ja | Grünes Häkchensymbol für ja |
| 2003 | Ich werd mit dir geh’n                       | Francine Jordi                                          | Grünes Häkchensymbol für ja |                             |
| 1999 | Ich will nach Hause zu Dir                   | Uta Bresan                                              | Grünes Häkchensymbol für ja |                             |
| 2000 | Ich will nach Hause zu Dir                   | G. G. Anderson                                          | Grünes Häkchensymbol für ja |                             |
| 1982 | Ich will nicht Dein Leben                    | Thomas Anders                                           |                             | Grünes Häkchensymbol für ja |
| 1998 | Ik wil geen dag meer leven zonder jou        | Luc Steeno                                              | Grünes Häkchensymbol für ja |                             |
| 1996 | I’m a Lucky Man                              | Tony Christie                                           | Grünes Häkchensymbol für ja | Grünes Häkchensymbol für ja |
| 1985 | Im Tal der 1000 Tränen                       | Tanja Jonak                                             | Grünes Häkchensymbol für ja |                             |
| 2007 | Im tiefen Schnee lag St. Petersburg          | G. G. Anderson                                          | Grünes Häkchensymbol für ja |                             |
| 1998 | Immer nur du                                 | G. G. Anderson                                          | Grünes Häkchensymbol für ja | Grünes Häkchensymbol für ja |
| 1999 | Immer wieder                                 | Matthias Reim                                           | Grünes Häkchensymbol für ja |                             |
| 2013 | In Deinen Armen zu träumen                   | G. G. Anderson                                          | Grünes Häkchensymbol für ja |                             |
| 2008 | In der Nacht, da träum ich von Dir           | Alexander Lexer                                         | Grünes Häkchensymbol für ja |                             |
| 1991 | In meiner kleinen Kneipe                     | Wildecker Herzbuben                                     |                             | Grünes Häkchensymbol für ja |
| 1982 | Irgendwo in dieser Stadt                     | Roland Kaiser                                           | Grünes Häkchensymbol für ja |                             |
| 1985 | Irgendwo in dieser Stadt                     | G. G. Anderson (Liedtitel: 1.000 Stunden hat die Nacht) | Grünes Häkchensymbol für ja |                             |
| 1980 | Isle of Atlantis                             | Goombay Dance Band                                      | Grünes Häkchensymbol für ja |                             |
| 1990 | Ist das nicht himmlisch                      | Wildecker Herzbuben                                     |                             | Grünes Häkchensymbol für ja |
| 1994 | It’s My Life                                 | Intermission feat. Lori Glori                           | Grünes Häkchensymbol für ja |                             |

## J
| Jahr | Titel                              | Interpret                                  | Autor                       | Produzent |
| ---- | ---------------------------------- | ------------------------------------------ | --------------------------- | --------- |
| 2011 | Ja das kannst du                   | Die Paldauer                               | Grünes Häkchensymbol für ja |           |
| 1980 | Ja, ja die Katja, die hat ja …     | Heino                                      | Grünes Häkchensymbol für ja |           |
| 1987 | Jamaica                            | G. G. Anderson                             | Grünes Häkchensymbol für ja |           |
| 1999 | Jedes Ende ist ein Anfang          | Die Paldauer                               | Grünes Häkchensymbol für ja |           |
| 1986 | Jennifer                           | Tommy Steiner                              | Grünes Häkchensymbol für ja |           |
| 2012 | Jij brengt mij in de zevende hemel | Lindsay                                    | Grünes Häkchensymbol für ja |           |
| 1982 | Jim and Andy                       | G. G. Anderson                             | Grünes Häkchensymbol für ja |           |
| 1982 | Jim and Andy                       | Roland Kaiser (Liedtitel: Wenn ich träume) | Grünes Häkchensymbol für ja |           |
| 1982 | Jim and Andy                       | Tony Marshall (Liedtitel: Jim und Andy)    | Grünes Häkchensymbol für ja |           |
| 1984 | Jim and Andy                       | G. G. Anderson (Liedtitel: Jim und Andy)   | Grünes Häkchensymbol für ja |           |
| 2009 | Juanita                            | Die Amigos                                 | Grünes Häkchensymbol für ja |           |
| 2010 | Juanita                            | G. G. Anderson                             | Grünes Häkchensymbol für ja |           |
| 1980 | Jumbo Jumbo                        | 2 plus 1                                   | Grünes Häkchensymbol für ja |           |

## K
| Jahr | Titel                              | Interpret           | Autor                       | Produzent                   |
| ---- | ---------------------------------- | ------------------- | --------------------------- | --------------------------- |
| 2005 | Kali Spera Griechenland            | G. G. Anderson      | Grünes Häkchensymbol für ja |                             |
| 1986 | Karneval in Santa Monica           | G. G. Anderson      | Grünes Häkchensymbol für ja | Grünes Häkchensymbol für ja |
| 1973 | Kleines Lied vom Sonnenschein      | Alexander Marco     | Grünes Häkchensymbol für ja |                             |
| 2002 | Kneif mich mal                     | Uta Bresan          | Grünes Häkchensymbol für ja |                             |
| 1992 | Komm doch wieder her               | Wildecker Herzbuben |                             | Grünes Häkchensymbol für ja |
| 1993 | Komm in meine Arme                 | Wildecker Herzbuben | Grünes Häkchensymbol für ja |                             |
| 2010 | Komm mit mir nach Venedig          | G. G. Anderson      | Grünes Häkchensymbol für ja |                             |
| 2007 | Komm tanz mit mir – mi amor        | G. G. Anderson      | Grünes Häkchensymbol für ja |                             |
| 1994 | Komm’ und führ’ mich in Versuchung | Bernhard Brink      | Grünes Häkchensymbol für ja |                             |
| 2010 | Komm und tanz mit mir              | G. G. Anderson      | Grünes Häkchensymbol für ja |                             |
| 2013 | Küss mich in den Himmel            | G. G. Anderson      | Grünes Häkchensymbol für ja |                             |
| 2006 | Küsse schmecken einfach besser     | G. G. Anderson      | Grünes Häkchensymbol für ja |                             |

## L
| Jahr | Titel                                   | Interpret                     | Autor                       | Produzent                   |
| ---- | --------------------------------------- | ----------------------------- | --------------------------- | --------------------------- |
| 2000 | La vita e bella                         | G. G. Anderson                | Grünes Häkchensymbol für ja |                             |
| 1989 | Lady Sunshine                           | G. G. Anderson                | Grünes Häkchensymbol für ja | Grünes Häkchensymbol für ja |
| 1993 | Langes Leben – lange Liebe              | Wildecker Herzbuben           | Grünes Häkchensymbol für ja |                             |
| 2002 | Lass die Schmetterlinge wieder fliegen  | Axel Becker                   | Grünes Häkchensymbol für ja |                             |
| 1995 | Lass uns nie mehr auseinander geh’n     | G. G. Anderson                | Grünes Häkchensymbol für ja |                             |
| 2004 | Leg’ mein Herz doch nicht auf Eis       | G. G. Anderson                | Grünes Häkchensymbol für ja |                             |
| 2008 | Lena                                    | G. G. Anderson                | Grünes Häkchensymbol für ja |                             |
| 1981 | Lieb’ mich ein letztes Mal              | Roland Kaiser                 | Grünes Häkchensymbol für ja |                             |
| 2015 | Lieb’ mich ein letztes Mal              | G. G. Anderson                | Grünes Häkchensymbol für ja |                             |
| 1988 | Liebe ist                               | G. G. Anderson                | Grünes Häkchensymbol für ja |                             |
| 2006 | Liebe mich wie im Septemberwind         | G. G. Anderson                | Grünes Häkchensymbol für ja |                             |
| 1985 | Lieben heißt für mich, mit Dir zu leben | Mireille Mathieu              | Grünes Häkchensymbol für ja |                             |
| 1993 | Lieber Leierkastenmann                  | Wildecker Herzbuben           | Grünes Häkchensymbol für ja |                             |
| 1989 | Liebeskummer lohnt sich nicht           | G. G. Anderson                |                             | Grünes Häkchensymbol für ja |
| 1988 | Little Darling                          | G. G. Anderson                | Grünes Häkchensymbol für ja |                             |
| 1982 | Little River                            | Nice And D.                   | Grünes Häkchensymbol für ja | Grünes Häkchensymbol für ja |
| 1983 | Little River                            | Audrey Landers                | Grünes Häkchensymbol für ja |                             |
| 1984 | Little River                            | Tina York                     | Grünes Häkchensymbol für ja |                             |
| 1996 | Love For Eternity                       | Tony Christie                 | Grünes Häkchensymbol für ja | Grünes Häkchensymbol für ja |
| 1981 | Love Me or Leave Me                     | G. G. Anderson                | Grünes Häkchensymbol für ja |                             |
| 1994 | Love Sensation                          | Intermission feat. Lori Glori | Grünes Häkchensymbol für ja |                             |
| 2005 | Luna Luna du                            | G. G. Anderson                | Grünes Häkchensymbol für ja |                             |

## M
| Jahr | Titel                                       | Interpret                                        | Autor                       | Produzent                   |
| ---- | ------------------------------------------- | ------------------------------------------------ | --------------------------- | --------------------------- |
| 1979 | Mach mich nicht an                          | Jürgen Drews                                     | Grünes Häkchensymbol für ja |                             |
| 1986 | Mädchen Mädchen                             | G. G. Anderson                                   | Grünes Häkchensymbol für ja | Grünes Häkchensymbol für ja |
| 1998 | Mädchen mit dem M-Tattoo                    | G. G. Anderson                                   | Grünes Häkchensymbol für ja | Grünes Häkchensymbol für ja |
| 1987 | Mädchen mit den traurigen Augen             | G. G. Anderson                                   | Grünes Häkchensymbol für ja |                             |
| 2013 | Malaga                                      | G. G. Anderson                                   | Grünes Häkchensymbol für ja |                             |
| 1996 | Mallorca                                    | Loft                                             | Grünes Häkchensymbol für ja |                             |
| 2000 | Mallorca                                    | G. G. Anderson                                   | Grünes Häkchensymbol für ja |                             |
| 1980 | Mama Chita                                  | 2 plus 1                                         | Grünes Häkchensymbol für ja |                             |
| 1995 | Mama Felicia                                | Willi Seitz und seine Freunde                    | Grünes Häkchensymbol für ja | Grünes Häkchensymbol für ja |
| 1981 | Mama Lorraine                               | G. G. Anderson                                   | Grünes Häkchensymbol für ja |                             |
| 1981 | Mama Lorraine                               | Andrea Jürgens                                   | Grünes Häkchensymbol für ja |                             |
| 1981 | Mama Lorraine                               | Katri Helena (Liedtitel: On hienoa olla ihminen) | Grünes Häkchensymbol für ja |                             |
| 1985 | Mamma mia                                   | Rex Gildo                                        | Grünes Häkchensymbol für ja | Grünes Häkchensymbol für ja |
| 2011 | Man lebt doch nur einmal                    | G. G. Anderson                                   | Grünes Häkchensymbol für ja |                             |
| 1990 | Manche mögen’s heiß                         | Klaus Densow                                     | Grünes Häkchensymbol für ja |                             |
| 1988 | Manche Nacht geht nie vorüber               | Die Flippers                                     | Grünes Häkchensymbol für ja |                             |
| 1979 | Manchmal geht es tiefer, als man glaubt     | Roland Kaiser                                    | Grünes Häkchensymbol für ja |                             |
| 1983 | Manuel                                      | Frank & Mirella                                  | Grünes Häkchensymbol für ja |                             |
| 1983 | Manuel Goodbye                              | Audrey Landers                                   | Grünes Häkchensymbol für ja |                             |
| 1983 | Manuel Goodbye                              | Andrea Jürgens                                   | Grünes Häkchensymbol für ja |                             |
| 2006 | Manuel Goodbye                              | Laura Lynn                                       | Grünes Häkchensymbol für ja |                             |
| 2000 | Manuela                                     | G. G. Anderson                                   | Grünes Häkchensymbol für ja |                             |
| 1978 | Marianne                                    | Mary Roos                                        | Grünes Häkchensymbol für ja |                             |
| 1997 | Marie-Elene, je t’aime                      | Willi Seitz                                      | Grünes Häkchensymbol für ja | Grünes Häkchensymbol für ja |
| 1998 | Mary Anne                                   | Brunner & Brunner                                | Grünes Häkchensymbol für ja |                             |
| 2007 | Mehr als einen Korb kann ich nicht kriegen  | G. G. Anderson                                   | Grünes Häkchensymbol für ja |                             |
| 1992 | Mein Herz schlägt einen Purzelbaum          | G. G. Anderson                                   | Grünes Häkchensymbol für ja | Grünes Häkchensymbol für ja |
| 1998 | Mein Schatz, das kannst Du gleich vergessen | G. G. Anderson                                   | Grünes Häkchensymbol für ja | Grünes Häkchensymbol für ja |
| 2000 | Mein Traum von Nebenan                      | G. G. Anderson                                   | Grünes Häkchensymbol für ja |                             |
| 2007 | Meine Rosenkönigin                          | G. G. Anderson                                   | Grünes Häkchensymbol für ja |                             |
| 1994 | Memories of Love                            | G. G. Anderson                                   | Grünes Häkchensymbol für ja |                             |
| 1983 | Memories of Lucia                           | G. G. Anderson                                   | Grünes Häkchensymbol für ja |                             |
| 2003 | Mi amor                                     | Francine Jordi                                   | Grünes Häkchensymbol für ja |                             |
| 2007 | Mit den Flügeln im Feuer                    | G. G. Anderson                                   | Grünes Häkchensymbol für ja |                             |
| 1998 | Mit dir glaub’ ich an morgen                | Jimmy Makulis                                    | Grünes Häkchensymbol für ja |                             |
| 2005 | Mit dir kann man Pferde stehl’n             | G. G. Anderson                                   | Grünes Häkchensymbol für ja |                             |
| 1988 | Mit klopfendem Herzen                       | G. G. Anderson                                   | Grünes Häkchensymbol für ja |                             |
| 2004 | Mitten ins Herz                             | G. G. Anderson                                   | Grünes Häkchensymbol für ja |                             |
| 1987 | Mona Lisa                                   | Paul Severs                                      | Grünes Häkchensymbol für ja |                             |
| 1986 | Mona Lisa, die Sonne geht auf               | G. G. Anderson                                   | Grünes Häkchensymbol für ja | Grünes Häkchensymbol für ja |
| 1996 | Mona Lisa’s Smile                           | Tony Christie                                    |                             | Grünes Häkchensymbol für ja |
| 1990 | Mütter haltet Eure Töchter fest             | Klaus Densow                                     | Grünes Häkchensymbol für ja |                             |
| 1980 | My Gipsy Lady                               | 2 plus 1                                         | Grünes Häkchensymbol für ja |                             |
| 1996 | My Summerlady                               | Tony Christie                                    | Grünes Häkchensymbol für ja | Grünes Häkchensymbol für ja |

## N
| Jahr | Titel                               | Interpret        | Autor                       | Produzent                   |
| ---- | ----------------------------------- | ---------------- | --------------------------- | --------------------------- |
| 2013 | Nach so’nem Tag                     | G. G. Anderson   | Grünes Häkchensymbol für ja |                             |
| 2015 | Nächte aus Gold                     | G. G. Anderson   | Grünes Häkchensymbol für ja |                             |
| 2000 | Nein heißt ja                       | G. G. Anderson   | Grünes Häkchensymbol für ja |                             |
| 1996 | Never                               | Tony Christie    | Grünes Häkchensymbol für ja | Grünes Häkchensymbol für ja |
| 1985 | Never Ending Love (Ba-Ma-La-Ma-Loo) | Cartoon          | Grünes Häkchensymbol für ja |                             |
| 2005 | Nichts auf der Welt ist so schön    | G. G. Anderson   | Grünes Häkchensymbol für ja |                             |
| 2014 | Nie wieder Goodbye                  | G. G. Anderson   | Grünes Häkchensymbol für ja |                             |
| 2001 | Niemand                             | G. G. Anderson   | Grünes Häkchensymbol für ja | Grünes Häkchensymbol für ja |
| 2006 | Nimm dir Zeit zum Träumen           | G. G. Anderson   | Grünes Häkchensymbol für ja |                             |
| 1979 | Nimm es so wie es kommt             | Lena Valaitis    | Grünes Häkchensymbol für ja |                             |
| 1986 | Nimm mein Herz                      | Michael Morgan   | Grünes Häkchensymbol für ja |                             |
| 2004 | Noch ist nicht alles verloren       | G. G. Anderson   | Grünes Häkchensymbol für ja |                             |
| 1992 | Nur der Mond vom Wolfgangsee        | G. G. Anderson   | Grünes Häkchensymbol für ja | Grünes Häkchensymbol für ja |
| 2006 | Nur dieser eine Blick von dir       | G. G. Anderson   | Grünes Häkchensymbol für ja |                             |
| 2006 | Nur eine Nacht voller Zärtlichkeit  | G. G. Anderson   | Grünes Häkchensymbol für ja |                             |
| 1976 | Nur einen Sommer                    | Alexander Marco  | Grünes Häkchensymbol für ja |                             |
| 1978 | Nur im Traum                        | Mary Roos        | Grünes Häkchensymbol für ja |                             |
| 2014 | Nur mit Deiner Liebe                | Patrick Lindner  | Grünes Häkchensymbol für ja |                             |
| 2003 | Nur noch mit Dir                    | G. G. Anderson   | Grünes Häkchensymbol für ja |                             |
| 1985 | Nur wer liebt                       | Mireille Mathieu | Grünes Häkchensymbol für ja |                             |

## O
| Jahr | Titel              | Interpret                               | Autor                       | Produzent                   |
| ---- | ------------------ | --------------------------------------- | --------------------------- | --------------------------- |
| 1990 | Oben auf der Hütte | Wildecker Herzbuben                     |                             | Grünes Häkchensymbol für ja |
| 2010 | Oh Mamy            | G. G. Anderson                          | Grünes Häkchensymbol für ja |                             |
| 1996 | Oh mi amor         | Tony Christie                           | Grünes Häkchensymbol für ja | Grünes Häkchensymbol für ja |
| 2014 | Oh mi amor         | Luc Steeno (Liedtitel: Diep in je ogen) | Grünes Häkchensymbol für ja |                             |
| 1984 | One Too Many       | Friends                                 | Grünes Häkchensymbol für ja |                             |

## P
| Jahr | Titel                      | Interpret      | Autor                       | Produzent |
| ---- | -------------------------- | -------------- | --------------------------- | --------- |
| 1983 | Papa Charlie / Papa Charly | G. G. Anderson | Grünes Häkchensymbol für ja |           |

## Q
| Jahr | Titel                  | Interpret      | Autor                       | Produzent |
| ---- | ---------------------- | -------------- | --------------------------- | --------- |
| 1980 | Queen of the Night     | Gilla          | Grünes Häkchensymbol für ja |           |
| 1981 | Queen of the Night     | G. G. Anderson | Grünes Häkchensymbol für ja |           |
| 1984 | Quem te viu quem te vê | Marco Paulo    | Grünes Häkchensymbol für ja |           |

## R
| Jahr | Titel                                 | Interpret                                                    | Autor                       | Produzent                   |
| ---- | ------------------------------------- | ------------------------------------------------------------ | --------------------------- | --------------------------- |
| 1980 | Rain                                  | Goombay Dance Band                                           | Grünes Häkchensymbol für ja |                             |
| 1980 | Rain and Tears Keep Falling           | G. G. Anderson                                               | Grünes Häkchensymbol für ja |                             |
| 1984 | Rendezvous auf Spanisch               | Rex Gildo                                                    | Grünes Häkchensymbol für ja | Grünes Häkchensymbol für ja |
| 1986 | Rendezvous auf Spanisch               | Engelbert (Liedtitel: The Spanish Night Is Over)             | Grünes Häkchensymbol für ja |                             |
| 2012 | Rendezvous auf Spanisch               | Hubertus von Garnier (Liedtitel: Lass diese Nacht nie enden) | Grünes Häkchensymbol für ja |                             |
| 2014 | Rendezvous auf Spanisch               | Lindsay (Liedtitel: Liefde en muziek)                        | Grünes Häkchensymbol für ja |                             |
| 1978 | Rock ‘N’ Roll Queen (Rockin’ Tonight) | Jürgen Drews                                                 | Grünes Häkchensymbol für ja |                             |
| 1992 | Rosalie                               | G. G. Anderson                                               | Grünes Häkchensymbol für ja | Grünes Häkchensymbol für ja |
| 1985 | Rose von Venedig                      | G. G. Anderson                                               | Grünes Häkchensymbol für ja |                             |
| 1990 | Rück’ ein bißchen näher               | Wildecker Herzbuben                                          | Grünes Häkchensymbol für ja | Grünes Häkchensymbol für ja |

## S
| Jahr | Titel                                   | Interpret                                       | Autor                       | Produzent                   |
| ---- | --------------------------------------- | ----------------------------------------------- | --------------------------- | --------------------------- |
| 1978 | S.O.S. (Save Our Souls)                 | Ruby                                            | Grünes Häkchensymbol für ja | Grünes Häkchensymbol für ja |
| 1987 | S.O.S. mein Herz ertrinkt               | G. G. Anderson                                  | Grünes Häkchensymbol für ja |                             |
| 1986 | Sag’ nur einfach je t’aime              | G. G. Anderson                                  | Grünes Häkchensymbol für ja | Grünes Häkchensymbol für ja |
| 1998 | Samba la bamba                          | G. G. Anderson                                  | Grünes Häkchensymbol für ja | Grünes Häkchensymbol für ja |
| 1985 | San Angelo                              | Frank Michael                                   | Grünes Häkchensymbol für ja |                             |
| 1983 | San Fernando                            | G. G. Anderson                                  | Grünes Häkchensymbol für ja |                             |
| 1989 | San Francisco                           | G. G. Anderson                                  | Grünes Häkchensymbol für ja | Grünes Häkchensymbol für ja |
| 2013 | San Valentino                           | G. G. Anderson                                  | Grünes Häkchensymbol für ja |                             |
| 1992 | Sandy Goodbye                           | G. G. Anderson                                  |                             | Grünes Häkchensymbol für ja |
| 1984 | Santa Lucia – versunken im Meer         | G. G. Anderson                                  | Grünes Häkchensymbol für ja |                             |
| 1985 | Santa Lucia – versunken im Meer         | Frank & Mirella                                 | Grünes Häkchensymbol für ja |                             |
| 1985 | Santo Domingo (du bist schön bei Nacht) | G. G. Anderson                                  | Grünes Häkchensymbol für ja | Grünes Häkchensymbol für ja |
| 1984 | Satisfaction                            | Laura Branigan                                  | Grünes Häkchensymbol für ja |                             |
| 1985 | Satisfaction                            | Eini (Liedtitel: Tyydytys)                      | Grünes Häkchensymbol für ja |                             |
| 1982 | Say You Want Me                         | Bernhard Brink                                  | Grünes Häkchensymbol für ja |                             |
| 1979 | Schach Matt                             | Roland Kaiser                                   | Grünes Häkchensymbol für ja |                             |
| 1979 | Schach Matt                             | Cliff Carpenter und sein Orchester              | Grünes Häkchensymbol für ja |                             |
| 2010 | Schäfchen zählen                        | G. G. Anderson                                  | Grünes Häkchensymbol für ja |                             |
| 1993 | Schau doch mal rein                     | Wildecker Herzbuben                             | Grünes Häkchensymbol für ja |                             |
| 2007 | Schau mich bitte noch einmal so an      | G. G. Anderson                                  | Grünes Häkchensymbol für ja |                             |
| 2010 | Schau mir in die Augen                  | G. G. Anderson                                  | Grünes Häkchensymbol für ja |                             |
| 1992 | Scheint die Sonne                       | Wildecker Herzbuben                             | Grünes Häkchensymbol für ja |                             |
| 1995 | Scheißegal                              | Wolfgang Petry                                  | Grünes Häkchensymbol für ja |                             |
| 1992 | Schön ist die Jugend                    | Wildecker Herzbuben                             |                             | Grünes Häkchensymbol für ja |
| 1991 | Schützenkönig möcht’ ich einmal sein    | Wildecker Herzbuben                             | Grünes Häkchensymbol für ja |                             |
| 2013 | Seele in der Sonne                      | G. G. Anderson                                  | Grünes Häkchensymbol für ja |                             |
| 2005 | Sehnsucht nach dir                      | G. G. Anderson                                  | Grünes Häkchensymbol für ja |                             |
| 2007 | Sie hieß Julia                          | G. G. Anderson                                  | Grünes Häkchensymbol für ja |                             |
| 2011 | Sieben Jahre                            | G. G. Anderson                                  | Grünes Häkchensymbol für ja |                             |
| 1994 | Six Days                                | Intermission feat. Lori Glori                   | Grünes Häkchensymbol für ja |                             |
| 1990 | So ein Gefühl                           | G. G. Anderson                                  | Grünes Häkchensymbol für ja |                             |
| 1988 | So ein Mädchen wie Du                   | Klaus Densow                                    | Grünes Häkchensymbol für ja | Grünes Häkchensymbol für ja |
| 2001 | So eine Traumfrau wie du                | G. G. Anderson                                  | Grünes Häkchensymbol für ja | Grünes Häkchensymbol für ja |
| 2010 | So nah am Paradies                      | G. G. Anderson                                  | Grünes Häkchensymbol für ja |                             |
| 1987 | So schön wird’s nie wieder sein         | Tommy Steiner                                   | Grünes Häkchensymbol für ja |                             |
| 2012 | So schön wird’s nie wieder sein         | BB Jürgen                                       | Grünes Häkchensymbol für ja |                             |
| 1995 | So wie i bin                            | Willi Seitz und seine Freunde                   |                             | Grünes Häkchensymbol für ja |
| 2001 | Solang wir lieben                       | Simone                                          | Grünes Häkchensymbol für ja | Grünes Häkchensymbol für ja |
| 1989 | Sommer Sonne Cabrio                     | G. G. Anderson                                  | Grünes Häkchensymbol für ja |                             |
| 2001 | Sommer Sonne Holiday                    | G. G. Anderson                                  | Grünes Häkchensymbol für ja | Grünes Häkchensymbol für ja |
| 2006 | Sommer Sonne Sehnsucht                  | G. G. Anderson                                  | Grünes Häkchensymbol für ja |                             |
| 1985 | Sommernacht in Rom                      | G. G. Anderson                                  | Grünes Häkchensymbol für ja |                             |
| 1985 | Sommernacht in Rom                      | Audrey Landers (Liedtitel: Summernight in Rome) | Grünes Häkchensymbol für ja |                             |
| 1994 | Sommernacht in Rom                      | Pal Severs (Liedtitel: Sterrennacht met jou)    | Grünes Häkchensymbol für ja |                             |
| 2007 | Sommernacht in Rom                      | Captain Cook und seine singenden Saxophone      | Grünes Häkchensymbol für ja |                             |
| 2013 | Sommersonneträume                       | G. G. Anderson                                  | Grünes Häkchensymbol für ja |                             |
| 2004 | Sommertraum in Wien                     | G. G. Anderson                                  | Grünes Häkchensymbol für ja |                             |
| 2005 | Sonne Mond und Sterne                   | G. G. Anderson                                  | Grünes Häkchensymbol für ja |                             |
| 1990 | Sonnenschein im Blut                    | G. G. Anderson                                  | Grünes Häkchensymbol für ja |                             |
| 2007 | Sonnenuntergang                         | G. G. Anderson                                  | Grünes Häkchensymbol für ja |                             |
| 2011 | Spanische Nächte                        | G. G. Anderson                                  | Grünes Häkchensymbol für ja |                             |
| 2012 | Ster uit de hemel                       | DuoNL                                           | Grünes Häkchensymbol für ja |                             |
| 2003 | Stern an der Playa del Sol              | G. G. Anderson                                  | Grünes Häkchensymbol für ja |                             |
| 2002 | Stern einer Nacht                       | Axel Becker                                     | Grünes Häkchensymbol für ja |                             |
| 2003 | Stern ohne Himmel                       | G. G. Anderson                                  | Grünes Häkchensymbol für ja |                             |
| 1989 | Stille Wasser sind tief                 | G. G. Anderson                                  | Grünes Häkchensymbol für ja | Grünes Häkchensymbol für ja |
| 1996 | Sweet Romantic Blue Eyes                | Tony Christie                                   | Grünes Häkchensymbol für ja | Grünes Häkchensymbol für ja |

## T
| Jahr | Titel                            | Interpret                                                         | Autor                       | Produzent                   |
| ---- | -------------------------------- | ----------------------------------------------------------------- | --------------------------- | --------------------------- |
| 2001 | Tausend kleine Wunder            | G. G. Anderson                                                    | Grünes Häkchensymbol für ja | Grünes Häkchensymbol für ja |
| 1988 | Tausend Träume                   | G. G. Anderson                                                    | Grünes Häkchensymbol für ja |                             |
| 1977 | The Devil Is My Brother          | Gino                                                              | Grünes Häkchensymbol für ja | Grünes Häkchensymbol für ja |
| 1985 | Ti amo, Maria                    | G. G. Anderson                                                    | Grünes Häkchensymbol für ja |                             |
| 1983 | Tommy, mein Freund               | Vincente                                                          | Grünes Häkchensymbol für ja | Grünes Häkchensymbol für ja |
| 2006 | Tränen sind nicht nur zum Weinen | G. G. Anderson                                                    | Grünes Häkchensymbol für ja |                             |
| 2013 | Tränen sind nicht nur zum Weinen | Luc Van Meeuwen (Liedtitel: Tranen zijn niet alleen om te huilen) | Grünes Häkchensymbol für ja |                             |
| 2013 | Träume                           | G. G. Anderson                                                    | Grünes Häkchensymbol für ja |                             |
| 2014 | Träume lügen nicht               | G. G. Anderson                                                    | Grünes Häkchensymbol für ja |                             |
| 1986 | Träumen mit dir                  | G. G. Anderson                                                    | Grünes Häkchensymbol für ja | Grünes Häkchensymbol für ja |
| 1993 | Trink den Wein nie allein        | Wildecker Herzbuben                                               | Grünes Häkchensymbol für ja |                             |
| 1998 | Tu es noch einmal                | G. G. Anderson                                                    | Grünes Häkchensymbol für ja | Grünes Häkchensymbol für ja |
| 1998 | Tu’ mir nicht weh                | Brunner & Brunner                                                 | Grünes Häkchensymbol für ja |                             |

## U
| Jahr | Titel                                  | Interpret                     | Autor                       | Produzent                   |
| ---- | -------------------------------------- | ----------------------------- | --------------------------- | --------------------------- |
| 1985 | Und dann nehm’ ich dich in meine Arme  | G. G. Anderson                | Grünes Häkchensymbol für ja |                             |
| 1984 | Und das Bett ist leer                  | Rex Gildo                     |                             | Grünes Häkchensymbol für ja |
| 2003 | Und ich steh’ im Regen – klitschnass   | G. G. Anderson                | Grünes Häkchensymbol für ja |                             |
| 1999 | Und wenn du morgen gehst (Jeanie)      | G. G. Anderson                | Grünes Häkchensymbol für ja | Grünes Häkchensymbol für ja |
| 1999 | Und wenn Tirol am Nordpol wär’         | G. G. Anderson                | Grünes Häkchensymbol für ja | Grünes Häkchensymbol für ja |
| 2005 | Und wenn Tirol am Nordpol wär’         | Alpentrio Tirol               | Grünes Häkchensymbol für ja |                             |
| 1987 | Unser Himmelbett war nur der Strand    | G. G. Anderson                | Grünes Häkchensymbol für ja |                             |
| 2004 | Unser Weg ist nie zu Ende              | G. G. Anderson                | Grünes Häkchensymbol für ja |                             |
| 1992 | Uns’re kleinen Sünden                  | Wildecker Herzbuben           | Grünes Häkchensymbol für ja |                             |
| 1985 | Unter den Dächern von Avignon          | G. G. Anderson                | Grünes Häkchensymbol für ja |                             |
| 1995 | Unter’m Dach zieht heut’ ein Engel ein | Willi Seitz und seine Freunde | Grünes Häkchensymbol für ja | Grünes Häkchensymbol für ja |

## V
| Jahr | Titel                           | Interpret            | Autor                       | Produzent                   |
| ---- | ------------------------------- | -------------------- | --------------------------- | --------------------------- |
| 1989 | Vaya con dios                   | G. G. Anderson       |                             | Grünes Häkchensymbol für ja |
| 1985 | Vergessen, verloren             | G. G. Anderson       | Grünes Häkchensymbol für ja |                             |
| 2007 | Verlorenes Herz                 | Kastelruther Spatzen | Grünes Häkchensymbol für ja |                             |
| 1999 | Verzeih’                        | G. G. Anderson       | Grünes Häkchensymbol für ja | Grünes Häkchensymbol für ja |
| 2003 | Viel zu lang                    | G. G. Anderson       | Grünes Häkchensymbol für ja |                             |
| 2014 | Von New York bis zu den Sternen | Patrick Lindner      | Grünes Häkchensymbol für ja |                             |

## W
| Jahr | Titel                                                 | Interpret                                      | Autor                       | Produzent                   |
| ---- | ----------------------------------------------------- | ---------------------------------------------- | --------------------------- | --------------------------- |
| 1990 | Wach’ auf, der Frühling klopft                        | Wildecker Herzbuben                            | Grünes Häkchensymbol für ja | Grünes Häkchensymbol für ja |
| 2004 | Wann kommst du                                        | G. G. Anderson                                 | Grünes Häkchensymbol für ja |                             |
| 2007 | Wann wird es endlich wieder Winter                    | G. G. Anderson                                 | Grünes Häkchensymbol für ja |                             |
| 2010 | Warum willst du jetzt schon heim                      | G. G. Anderson                                 | Grünes Häkchensymbol für ja |                             |
| 2011 | Warum willst du jetzt schon heim                      | Marc Pircher                                   | Grünes Häkchensymbol für ja |                             |
| 1986 | Was bleibt, wenn wir auseinandergeh’n                 | G. G. Anderson                                 | Grünes Häkchensymbol für ja | Grünes Häkchensymbol für ja |
| 1995 | Was für ein Leben                                     | Willi Seitz und seine Freunde                  |                             | Grünes Häkchensymbol für ja |
| 2003 | Was ist denn hier los                                 | Francine Jordi                                 | Grünes Häkchensymbol für ja |                             |
| 1998 | Was kann ich denn dafür (dass mich die Mädels lieben) | G. G. Anderson                                 | Grünes Häkchensymbol für ja | Grünes Häkchensymbol für ja |
| 1989 | Was kann schöner sein?                                | G. G. Anderson                                 |                             | Grünes Häkchensymbol für ja |
| 2006 | Was kann schöner sein (2006)                          | G. G. Anderson                                 | Grünes Häkchensymbol für ja |                             |
| 2006 | Was mal war wirst du nicht ändern                     | G. G. Anderson                                 | Grünes Häkchensymbol für ja |                             |
| 2013 | Weck mich wenn es Sommer ist                          | G. G. Anderson                                 | Grünes Häkchensymbol für ja |                             |
| 1995 | Weihnachtszeit                                        | Wildecker Herzbuben                            | Grünes Häkchensymbol für ja |                             |
| 2007 | Weihnachtszeit                                        | G. G. Anderson                                 | Grünes Häkchensymbol für ja |                             |
| 2004 | Weil deine Liebe über Grenzen geht                    | G. G. Anderson                                 | Grünes Häkchensymbol für ja |                             |
| 2001 | Weil du mich liebst                                   | G. G. Anderson                                 | Grünes Häkchensymbol für ja | Grünes Häkchensymbol für ja |
| 1990 | Weil wir Freunde sind                                 | Wildecker Herzbuben                            |                             | Grünes Häkchensymbol für ja |
| 1975 | Weine nicht beim Abschied                             | Alexander Marco                                | Grünes Häkchensymbol für ja |                             |
| 1992 | Weiße Rosen schenk’ ich dir                           | G. G. Anderson                                 | Grünes Häkchensymbol für ja | Grünes Häkchensymbol für ja |
| 1997 | Weiße Rosen schenk’ ich dir                           | Jo Vally (Liedtitel: Deze rozen schenk ik jou) | Grünes Häkchensymbol für ja |                             |
| 2013 | Weisst Du wohin wir gehen                             | G. G. Anderson                                 | Grünes Häkchensymbol für ja |                             |
| 2004 | Wenn der Mond vom Himmel fällt                        | G. G. Anderson                                 | Grünes Häkchensymbol für ja |                             |
| 1988 | Wenn Du Carmen siehst                                 | Klaus Densow                                   | Grünes Häkchensymbol für ja | Grünes Häkchensymbol für ja |
| 2011 | Wenn du die Liebe suchst                              | G. G. Anderson                                 | Grünes Häkchensymbol für ja |                             |
| 2007 | Wenn Du einen Engel fliegen siehst                    | G. G. Anderson                                 | Grünes Häkchensymbol für ja |                             |
| 1986 | Wenn ein Mann ein Mädchen liebt                       | G. G. Anderson                                 | Grünes Häkchensymbol für ja | Grünes Häkchensymbol für ja |
| 1981 | Wenn Hugo nicht gesungen hätte                        | Peter Petrel                                   | Grünes Häkchensymbol für ja |                             |
| 2000 | Wenn ich dich nicht haben kann                        | G. G. Anderson                                 | Grünes Häkchensymbol für ja |                             |
| 2001 | Wenn Liebe zwei Menschen verbindet                    | G. G. Anderson                                 | Grünes Häkchensymbol für ja | Grünes Häkchensymbol für ja |
| 1988 | Wer bist du                                           | G. G. Anderson                                 | Grünes Häkchensymbol für ja |                             |
| 2005 | Wie das Ende der Liebe                                | G. G. Anderson                                 | Grünes Häkchensymbol für ja |                             |
| 2011 | Wie denn, wo denn, was denn                           | G. G. Anderson                                 | Grünes Häkchensymbol für ja |                             |
| 2001 | Wieviel Liebe hat ein Leben                           | Andy Borg                                      | Grünes Häkchensymbol für ja |                             |
| 2001 | Willst du mich küssen                                 | G. G. Anderson                                 | Grünes Häkchensymbol für ja | Grünes Häkchensymbol für ja |
| 2013 | Wir feiern heute das Leben                            | G. G. Anderson                                 | Grünes Häkchensymbol für ja |                             |
| 2003 | Wir haben die ganze Nacht …                           | G. G. Anderson                                 | Grünes Häkchensymbol für ja |                             |
| 1989 | Wir seh’n uns wieder in den Rocky-Mountains           | Jürgen Drews                                   | Grünes Häkchensymbol für ja |                             |
| 1985 | Wir sind auf der Erde, um glücklich zu sein           | G. G. Anderson                                 | Grünes Häkchensymbol für ja | Grünes Häkchensymbol für ja |
| 2007 | Wir sind jung                                         | G. G. Anderson                                 | Grünes Häkchensymbol für ja |                             |
| 2004 | Wo bist du                                            | G. G. Anderson                                 | Grünes Häkchensymbol für ja |                             |
| 1992 | Wo bist du?                                           | Jürgen Drews                                   | Grünes Häkchensymbol für ja |                             |
| 1992 | Wo der Südwind weht                                   | G. G. Anderson                                 |                             | Grünes Häkchensymbol für ja |
| 1985 | Wolke im Wind                                         | Mireille Mathieu                               | Grünes Häkchensymbol für ja |                             |

## Z
| Jahr | Titel                      | Interpret                     | Autor                       | Produzent                   |
| ---- | -------------------------- | ----------------------------- | --------------------------- | --------------------------- |
| 2006 | Zu dir da komm ich immer   | G. G. Anderson                | Grünes Häkchensymbol für ja |                             |
| 1995 | Zu Hause                   | Willi Seitz und seine Freunde |                             | Grünes Häkchensymbol für ja |
| 1992 | Zünde Dir ein Lichtlein an | Wildecker Herzbuben           | Grünes Häkchensymbol für ja | Grünes Häkchensymbol für ja |
| 2007 | Zwei Herzen im Schnee      | G. G. Anderson                | Grünes Häkchensymbol für ja |                             |
| 1991 | Zwei Kerle wie wir         | Wildecker Herzbuben           | Grünes Häkchensymbol für ja | Grünes Häkchensymbol für ja |